# 97
Năm 97 là một năm trong lịch Julius. 